# Nicolas Antonius Wampach
Nicolas Antonius Wampach SCJ (* 3. November 1909 in Bilsdorf (Rambruch); † 12. August 1942 in der Tötungsanstalt Hartheim) war ein luxemburgischer römisch-katholischer Geistlicher, Dehonianer und Märtyrer.

## Leben
Nicolas Wampach wurde als Sohn eines luxemburgischen Eisenbahners in Bilsdorf (Ortsteil von Rambruch) geboren. Er trat bei den Dehonianern (Herz-Jesu-Priestern) ein, durchlief die Ausbildung in Domois (Fénay), Brugelette und Löwen  und wurde 1938 zum Priester geweiht. Der Orden schickte ihn nach Paris in die Mission France-Luxembourg (Rue La Fayette (Paris), Kirche St-Joseph-Artisan), wo er unter Joseph Benedict Stoffels an der Seite von Jean Bernard wirkte.
Wampach wurde am 7. März 1941 von der Gestapo verhaftet und kam über das Gefängnis Trier und das KZ Buchenwald in das KZ Dachau (Häftling Nr. 27.178). Am 12. August 1942 starb er in der Tötungsanstalt Hartheim im Alter von 32 Jahren.